# Evangeliorum libri
Evangeliorum libri IV, o più semplicemente Evangeliorum libri, è un'opera di Gaio Vettio Aquilino Giovenco, scritta nel 329-330, sotto Costantino. Si tratta del primo esempio letterario di parafrasi poetica della Bibbia.
L'autore, in tal modo, si contrappose agli autori epici pagani, in particolar modo a Virgilio; fu letto e imitato fino alla fine del Medioevo e fu considerato il primo autore epico biblico dell'età tardoantica.
| Controllo di autorità | VIAF (EN) 1145971524832332918 · LCCN (EN) n96007674 · GND (DE) 4358751-3 · BNE (ES) XX2242779 (data) · BNF (FR) cb12487749r (data) · J9U (EN, HE) 987007590324905171 |